# Dimitrios Joanidis
Dimitrios Joanidis (gr. Δημήτριος Ιωαννίδης; ur. 13 marca 1923 w Atenach, zm. 16 sierpnia 2010 tamże) – grecki wojskowy, uczestnik zamachu stanu z 21 kwietnia 1967, jeden z przywódców junty czarnych pułkowników.
Urodził się w Atenach, lecz jego rodzina wywodziła się z Epiru. Ukończył akademię wojskową. W czasie II wojny światowej walczył z okupantami w szeregach prawicowej partyzantki. Od 1952 był agentem CIA.
Wziął udział w zamachu stanu z 21 kwietnia 1967. Po zwycięstwie puczystów stanął na czele wojskowej policji politycznej (ESA) i kierował zwalczaniem wszelkich form opozycji przeciwko reżimowi, będąc jedną z najbardziej wpływowych postaci w kraju. Podległy mu aparat represji był odpowiedzialny za uwięzienie kilku tysięcy osób uznanych za sympatyków lewicy i usunięcie kolejnych ze stanowisk w administracji publicznej, na uczelniach i w sądownictwie. W 1970 awansowany na stopień pułkownika, w 1973 został generałem brygady. Kierował krwawą pacyfikacją strajku studentów Politechniki Ateńskiej w grudniu tego samego roku.
Przekonany, iż rząd lidera zamachu stanu, Jeorjosa Papadopulosa prowadził zbyt liberalną politykę, zorganizował drugi zamach, w czasie którego Papadopulos został obalony. Po zwycięstwie drugiego puczu Joanidis objął faktyczną władzę w państwie, chociaż oficjalnie prezydentem Grecji został gen. Fedon Gizikis.
Upadek Joanidisa i rządów czarnych pułkowników nastąpił po wydarzeniach na Cyprze w 1974. Z inicjatywy junty, dążącej do natychmiastowej realizacji idei enosis – przyłączenia Cypru do Grecji – 15 lipca 1974 grecko-cypryjska nacjonalistyczna podziemna organizacja bojowa EOKA 2 zbrojnie obaliła demokratyczny rząd prezydenta Makariosa III, powołując Rząd Ocalenia Narodowego z Nikosem Sampsonem na czele. Joanidis wierzył, że przyłączenie Cypru do Grecji pomoże podnieść prestiż jego rządu. Pod pretekstem obrony tureckiej mniejszości, 20 lipca 1974 rozpoczęła się pierwsza faza interwencji zbrojnej Turcji na wyspie. 22 lipca 1974, wobec szybkich sukcesów militarnych Turków, nieuznany przez społeczność międzynarodową rząd Sampsona podał się do dymisji. Makarios III powrócił na urząd prezydenta. Rada Bezpieczeństwa ONZ i siły greckie wezwały do wstrzymania ognia, co nie zahamowało kontynuacji tureckiej operacji desantowej. Ogłoszona w Grecji mobilizacja obnażyła skrajne nieprzygotowanie organizacyjne kraju do obrony. W rezultacie opisywanych wydarzeń jeszcze w lipcu 1974 junta grecka ustąpiła. 23 lipca Fedon Gizikis telefonicznie zaprosił do utworzenia nowego cywilnego rządu Konstandinosa Karamanlisa. Członków junty, wśród nich Joanidisa, aresztowano.
24 lutego 1975 grupa oficerów 2 korpusu armii greckiej dokonała nieudanej próby zamachu stanu w celu uwolnienia Joanidisa i przywrócenia władzy wojskowej.
W procesie czarnych pułkowników w 1975 został skazany na karę śmierci, niemal natychmiast zmienioną na wyrok dożywotniego więzienia. Sądzony był m.in. za pacyfikację strajku studentów politechniki; udowodniono mu siedem przypadków morderstw i 38 usiłowania zabójstwa. Wobec rzekomego zaginięcia odnośnej części akt do dziś nie ujawniono szczegółowych ustaleń o związkach junty z wydarzeniami na Cyprze w 1974.
Zmarł jako więzień, w szpitalu, 16 sierpnia 2010, wskutek niewydolności dróg oddechowych.